# آبشار کینگز کریک
آبشار کینگز کریک (به انگلیسی: Kings Creek Falls) آبشاری است که در کارولینای شمالی، ایالات متحده آمریکا واقع شده و ارتفاع کلی ریزشگاه آن ~۶۵ فوت (۲۰ متر) است.